# Real Monasterio de San José
El Real Monasterio de San José es un monasterio de Carmelitas Descalzas situado en la ciudad de Bogotá, Colombia. Fue fundado en 1606 y fue el primero de América del Sur. Se construyó a iniciativa de Elvira de Padilla y Pimentel, de la misma ciudad, quien habiendo conocido los escritos de Teresa de Jesús quiso fundar un monasterio en su ciudad; para ello donó su casa y sus propiedades, y se convirtió en la primera carmelita descalza del Nuevo Reino de Granada.
Con Elvira ingresaron dos de sus hijas, dos sobrinas y otras jóvenes distinguidas la ciudad. Ni el General de la Orden ni el Rey de España permitieron que algunas carmelitas vinieran de España, por lo que el monasterio se organizó con un ejemplar de las Constituciones, las obras de Santa Teresa y la ayuda de dos religiosas concepcionistas.
En 1863 la comunidad tuvo que salir en exilio por orden del general Tomás Cipriano de Mosquera; unas monjas se refugiaron en el Carmelo de La Habana, Cuba, mientras que otras fueron a Consuegra, España. En 1873 se restauró el monasterio con el regreso de algunas de ellas al centro de la ciudad, hasta instalarse en 1931 en Chapinero y finalmente, en 1973, en Usaquén.

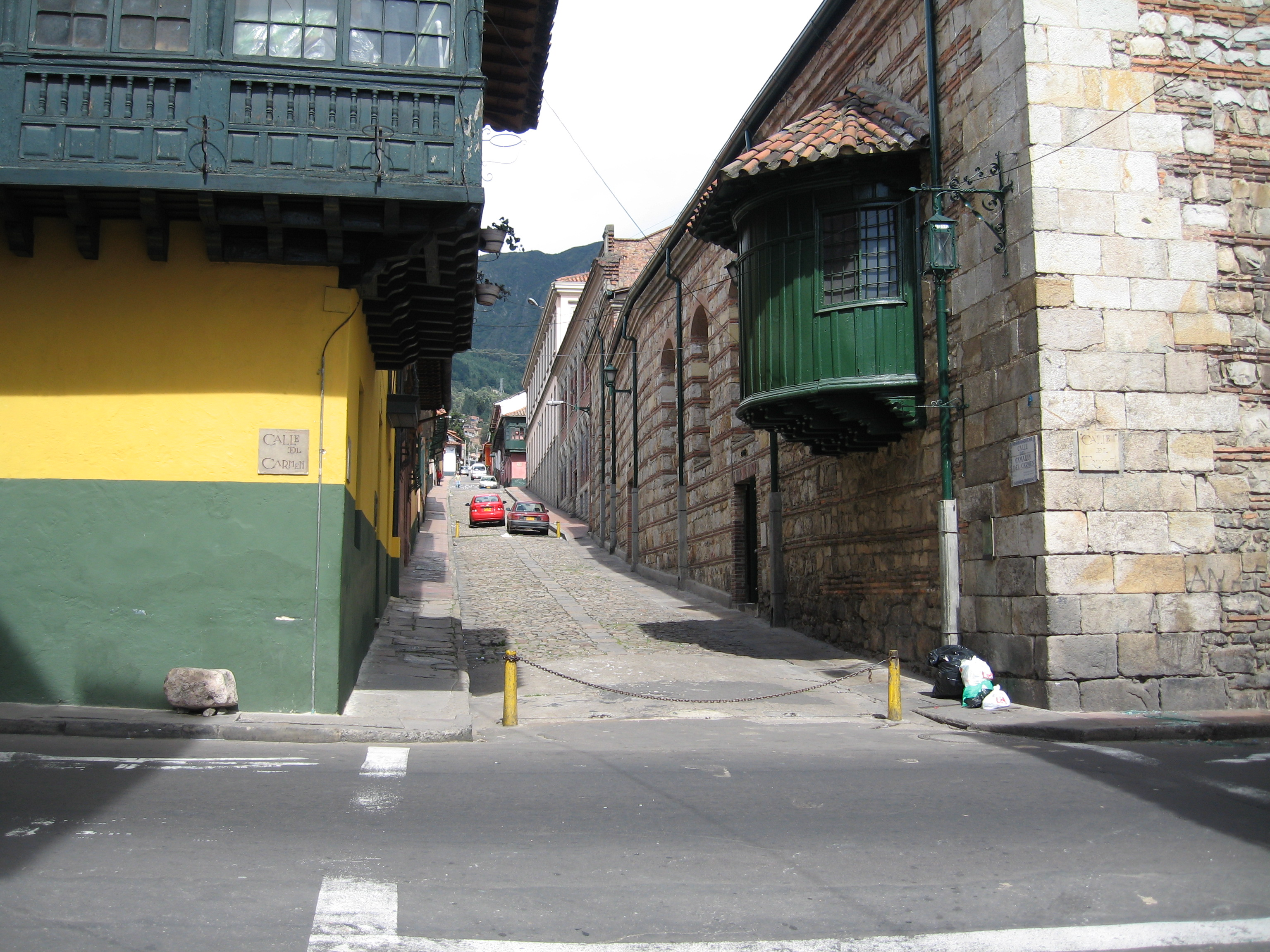
Camarín del Carmen.

- Datos: Q6102055